# Bouleuse
Bouleuse és un municipi francès, situat al departament del Marne i a la regió del Gran Est. L'any 2007 tenia 167 habitants.

## Demografia

### Població
El 2007 la població de fet de Bouleuse era de 167 persones. Hi havia 60 famílies, de les quals 8 eren unipersonals (4 homes vivint sols i 4 dones vivint soles), 28 parelles sense fills, 20 parelles amb fills i 4 famílies monoparentals amb fills.
La població ha evolucionat segons el següent gràfic:
Habitants censats

### Habitatges
El 2007 hi havia 68 habitatges, 63 eren l'habitatge principal de la família i 4 estaven desocupats. Tots els 68 habitatges eren cases. Dels 63 habitatges principals, 51 estaven ocupats pels seus propietaris i 12 estaven llogats i ocupats pels llogaters; 1 tenia dues cambres, 9 en tenien tres, 11 en tenien quatre i 42 en tenien cinc o més. 59 habitatges disposaven pel capbaix d'una plaça de pàrquing. A 19 habitatges hi havia un automòbil i a 41 n'hi havia dos o més.

### Piràmide de població
La piràmide de població per edats i sexe el 2009 era:
| Homes | Edats   | Dones |
| ----- | ------- | ----- |
| 0     | 95 o +  | 0     |
| 0     | 90 a 94 | 0     |
| 0     | 85 a 89 | 0     |
| 4     | 80 a 84 | 0     |
| 0     | 75 a 79 | 0     |
| 4     | 70 a 74 | 4     |
| 0     | 65 a 69 | 8     |
| 0     | 60 a 64 | 0     |
| 4     | 55 a 59 | 4     |
| 0     | 50 a 54 | 0     |
| 16    | 45 a 49 | 4     |
| 12    | 40 a 44 | 20    |
| 4     | 35 a 39 | 4     |
| 8     | 30 a 34 | 12    |
| 4     | 25 a 29 | 0     |
| 4     | 20 a 24 | 12    |
| 16    | 15 a 19 | 8     |
| 16    | 10 a 14 | 4     |
| 8     | 5 a 9   | 4     |
| 4     | 0 a 4   | 0     |

## Economia
El 2007 la població en edat de treballar era de 118 persones, 90 eren actives i 28 eren inactives. De les 90 persones actives 86 estaven ocupades (42 homes i 44 dones) i 4 estaven aturades (2 homes i 2 dones). De les 28 persones inactives 16 estaven jubilades, 8 estaven estudiant i 4 estaven classificades com a «altres inactius».

### Ingressos
El 2009 a Bouleuse hi havia 63 unitats fiscals que integraven 170 persones, la mediana anual d'ingressos fiscals per persona era de 23.668 €.

### Activitats econòmiques
Dels 3 establiments que hi havia el 2007, 2 eren d'empreses de construcció i 1 d'una empresa classificada com a «altres activitats de serveis».
Dels 2 establiments de servei als particulars que hi havia el 2009, 1 era un paleta i 1 fusteria.
L'any 2000 a Bouleuse hi havia 4 explotacions agrícoles que ocupaven un total de 384 hectàrees.

## Poblacions més properes
El següent diagrama mostra les poblacions més properes.